# دوگانه‌باوری
دوگانه‌باوری یا ثنویت‌گرایی مفهومی چندوجهی است و با مفاهیمی همچون اسطوره‌شناسی، بُن‌مایه‌شناسیِ آفرینش، مردم‌نگاری و انسان‌شناسی فرهنگی در پیوند است.

## قومِ آریا
مفهومِ قبولِ دو سرچشمهٔ خیر و شر از باورهای قدیم آریاییان محسوب می‌شود. اینان بدی و خوبی را هر یک به خاستگاهی جداگانه مربوط می‌دانستند. قوای خیر، باعث سعادت، و نیروهای شر، مسبب تیره‌بختی افراد انسان به‌شمار می‌رفت. در مقابل خدا و ملکوت، دنیای شر و تاریکی، که در آن دیوان فرمانروایی می‌کنند، قرار دارند. دنیای شر، تحت فرمان روح پلید یا اهریمن است که دایم با مظهر خیر، یعنی اهورامزدا و به روایتی، با سپنت مینو در حال نبرد است. از ادیان آسیایی دوران کهن آگاهی چندانی در دست نداریم. در سنت‌های اساطیری باستانی ما روایت‌هایی وجود دارند که به اعتقاد بسیاری متعلق به زمان پیش از زرتشت است. داستان‌هایی مثل معراج ارداویراف و داستان گرشاسب که پیش زرتشتی است اما سندی از آن‌ها در دست نداریم تا آگاهی کافی در این مورد داشته باشیم. از سوی دیگر دقیقاً نمی‌دانیم که گاهان به معنای واقعی کلمه می‌خواهد چه چیزی را عنوان کند. غالباً دو دانشمند گاهان‌شناس در بسیاری از موارد هم نظر نیستند. ولی در گاهان هم یک نیروی بد وجود دارد که تاریکی را می آفریند و هم یک نیروی خوب که روشنایی را خلق می‌کند. این دو قدرت و اعتقاد به دوگانگی منجر به ثنویت می‌شود.

## مزدیسنا
عناصرِ مزدَیَسنا یکتاپرستانه‌اند و از یکتاپرستی سرچشمه می‌گیرند. البته در برخی منابع، از ایشان به نامِ دوگانه‌پرست هم یاد شده که بیشتر در اثر اشتباهی است که در شناخت درستِ مزدیسنا و بر پایه برداشت‌هایی از دو کتابِ دینکرد و بندهشن انجام شده‌است و مزدیسنان با زروانیان به اشتباه یکی پنداشته شده‌اند، زیرا اعتقاد به دوگانگیِ آفرینشی در میان زروانیان نیرومند است نه مزدیسنان.
کتابِ مقدسِ زرتشتیان اوستا است. از بخش‌های گوناگون اوستا بخشی به نام گاهان (سرودها) سخنانِ شخص زرتشت بوده‌است.
دین زرتشتی برپایه یگانه‌پرستی است، یعنی زرتشتیان به خدای بزرگی به نام اهورامزدا ایمان دارند و برخی نیروهای طبیعی مانند آب، آتش، باد، خاک و خورشید را داری ایزدی مأخوذ از صفاتِ خداوند می‌دانند و سرچشمهٔ پلیدی‌ها و تاریکی‌ها را در وجودِ خبیثی به نام اهریمن جستجو می‌کنند.

### زُروانی‌ها
زُروانیان فرقه‌ای از مزدیسنان بودند که از مسیرِ اصلیِ سفارش شده در گاهان خارج شده و به تفسیرِ مزدیسنا و وارد کردنِ عناصرِ میترایی به آن پرداختند. زروان گرایی، گونه‌ای نوآوری و بدعت در مزدیسنا بود.

#### زُروان به گونهٔ یک خدا
زُروان نام یکی از ایزدان باستانی است. زُروان در نوشته‌های پهلوی خدای زمان است، اما بنا بر آیین زروانی، زُروان خدایی است که در زمانی که هیچ چیز وجود ندارد نیایشهایی به جای می‌آورد تا پسری با ویژگی‌های آرمانی اورمزد داشته باشد که جهان را بیافریند.

#### آئین زُروانی
آئین زُروانی مشتق از زُروان است که به دیدِ زروانیان، وجودِ غایی است. زروانیان، فرقه‌ای از مزدیسنان بودند که در باورهای خود دچار انحراف شده و از مزدیسنا خارج شدند. آئین زروانی صورتی از دین زرتشتی است ولی مسلماً زرتشتی نیست. در این باور، باورمندان به تجسمِ زروان، اهورامزدا و دیگر عناصرِ اصلیِ مزدیسنا روی آورند.

## کیشِ مانوی

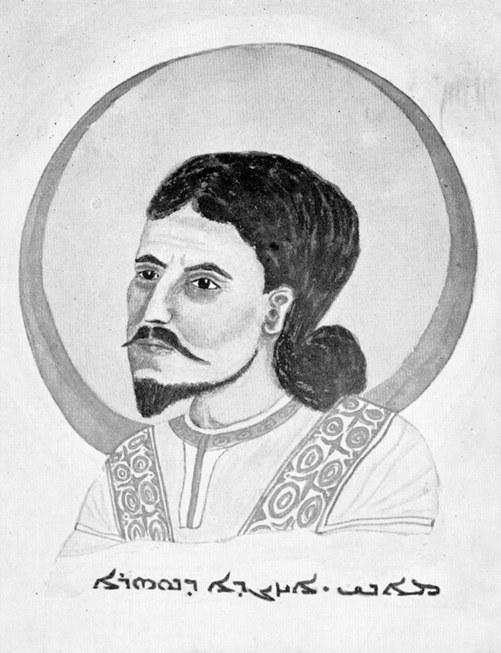
مانی پیام‌آور آیین مانوی که از نجبای اشکانی بود و در اوایل سدهٔ سوم میلادی آیین جدیدی را بنیان نهاد.

دین مانوی آیینی عرفانی و ترکیبی از ادیان مسیحی، زرتشتی، بودایی و گنوسی بود که مانی پسر فاتک همدانی آن را در سدهٔ سوم میلادی در ایران‌شهر بنیان‌گذارد. در این دین از مسیحیت ایده مسیح منجی وارد شده‌است و از دین زرتشتی یا زروانی اعتقاد دوگانه به نیکی و بدی. تأثیرپذیری دین مانی از آیین بودایی نیز به صورت ورود اصل تناسخ به این دین، مشهود و آشکار است. دین مانی برپایه ثنویت استوار است و همین مورد آن را مانند دین مندایی در رسته ادیان ایرانی قرار می‌دهد. در مانویت جنگ میان دو دنیای تاریکی و نور منجر به نابودی ماده و رهایی روح می‌شود. دنیای مادی در دین مانوی، نماد تاریکی و پلیدی است و انسان که موجودی دوگانه‌است (روح از دنیای روشنایی و جسم از دنیای تاریکی) می‌تواند به نیروهای روشنایی برای پیروزی نهایی کمک کند. این آیین در مدت کوتاهی بر پهنهٔ وسیعی از جهان آن روزگار مانند خاورمیانه، اروپا، شمال آفریقا، هند، چین و آسیای میانه سایه گستراند؛ و تا سدهٔ دهم میلادی کماکان قدرت عالمگیری خود را حفظ نموده بود. پس از آن اندک اندک از همه‌گیری‌اش کاسته شد. عناد موبدان زرتشتی با شخص مانی و آموزه‌هایش و تکفیر پیروان این آیین عرفانی از سوی مسلمانان موجبات انحطاط مانوی‌گری را در جهان فراهم ساخت. کلیسای کاتولیک نیز گرایش مانویت را الحاد اعلام کرده بود. با این‌حال مانویان همبستگی خود را تا مدت‌ها حفظ نموده و به دین خود معتقد ماندند.

### آفرینشِ نخستین و نبردِ میانِ جهانِ بدی و روشنایی
در اسطوره‌های مانوی، روشنایی و تاریکی هر دو ازلی و قدیم بوده و پیش از آفرینش وجود داشته‌اند و از هم جدا بوده‌اند. اما نور از جایگاه اصلی خود به سرای جسمانی و تاریکی جهان مادی سقوط می‌کند. زمانی شهریار تاریکی به مرز دیار روشنی آمده و با دیدن فروزه‌های نور به وجد آمده دچار حسد و رشک شد و بنا را بر فتح دیار روشنایی گذارد.
زمانی که شهریار تاریکی که به صورت بیکرانه در جنوب سرزمین روشنایی قرار داشت به جهان نورانی چشم طمع دوخت، شهریار روشنایی یا همان زروان، مادر زندگی را پدید آورد و از او انسان نخستین یعنی هرمزدبغ را آفرید تا رهبر سپاه روشنی برابر تاریکی باشد. هرمزدبغ نیز از وجود خود پنج فرزند ساطع کرد که همان امهرسپندان باشند. در نبردی که میان هرمزدبغ و خدای تاریکی صورت گرفت او شکست خورد و به اسارت تاریکی رفت و مدهوش بر روی خاک افتاد. اینگونه بود که ظلمت رگه‌های نور را یافت و جهان تاریک جسمانی دارای فروزه‌های نور که ناشی از وجود هرمزدبغ و امهرسپندان است، شد.
امهرسپندان به کمک نریسه ایزد و ایزد بانو دوست روشنان او را از جهان تاریکی رها کردند و او به دیار پدر خود، زروان بازگشت. او نیای تمام انسان‌ها محسوب می‌شود. هرمزدبغ در دین مانی نماد ازلی روح در اسارت ماده می‌باشد و در ادبیات مانوی نماد انسان دربند جهان خاکی است.

## چوکچی‌ها
یک افسانه از قوم چوکچی-که دارای تغییراتِ بسیاری نیز هست-در گزارش آفرینشِ جهان می‌گوید که جهان با همکاری چندین موجود، از جمله، آفرینشگر و پرندگان، برساخته شده‌است.